# Loncin
Loncin est une section de la commune belge d'Ans située en Région wallonne dans la province de Liège. C'était une commune à part entière avant la fusion des communes de 1977. 

## Toponymie

### Origine du nom
On trouve successivement :
- en 893 : Luncin ;
- en 1127 : Luncinz ;
- en 1192 et 1232 : Loncins ;
- en 1280 et 1493 : Lonchins ;
- à la fin du XIVe siècle : Lonchient ;
- au XVIIIe siècle : Lonchin ;
- à partir du XIXe siècle : Loncin.

Toutes sortes d'hypothèses ont été avancées sur l'origine du nom. 
La plus probable serait propriété (suffixe -inus) de Lonceius (anthroponyme gallo-romain),
Une étymologie plus populaire est à mettre en relation avec « long chemin », c'est-à-dire la route Liège - Waremme d'origine romaine appelée aussi « Voie de Waremme ».

## Démographie
- Sources:INS, Rem:1831 jusqu'en 1970=recensements, 1976= nombre d'habitants au 31 décembre

## Histoire

### Origine du village et Moyen Âge
La seigneurie d'Awans-Loncin fut une enclave étrangère dans la Principauté de Liège. Loncin n'était qu'un hameau dépendant d'Awans.
Dans un écrit daté de 893 établissant la liste des biens appartenant à l'abbaye de Prüm, les deux localités sont citées : Awans contient 48 manses et Loncin 10 manses. 
Loncin fut mêlé à la guerre des Awans et des Waroux. Il fut le cadre d'une bataille rangée qui s'y déroula le 25 mai 1298.
Voici le récit du chroniqueur Jacques de Hemricourt : 
Humbert Corbeau décida de se venger d'Antoine de Jemeppe qui avait fait défection pour se ranger à la cause des Waroux. Or ce dernier faisait construire une forteresse à Jemeppe. Le Seigneur d'Awans décida de détruire cette nouvelle place forte. Alors qu'ils tenaient conseil dans la plaine de Loncin, les Awans se virent attaqués les premiers par Antoine de Jemeppe et Guillaume II de Waroux qui avaient été mis au courant de la présence de l'ennemi à cet endroit. C'était au « Tiyou » derrière l'actuel Château de Loncin. De part et d'autre, un ordre de bataille fut adopté. Les adversaires se rangèrent en « Convoy », c'est-à-dire en petites unités de cavalerie. Le choc se produisit donc en « grande ordonnance » . Le combat fut long si bien qu'une partie des combattants s'enfuirent car leur clan semblait avoir le dessous. Humbert Corbeau fut alors désarçonné par Godefroid de Hombroux. Sa pesante armure l'empêchant de se relever, il fut achevé et périt dans la mêlée. Guillaume II de Waroux eut un œil crevé. La panique s'empara des alliés d'Awans, ce qui permit aux Waroux de remporter la victoire sans même poursuivre leurs ennemis. 
La bataille de Loncin mit un terme à la première phase de la guerre des Awans et des Waroux.

### Temps modernes
En 1568, durant les guerres de Religion, Guillaume d'Orange luttait contre les Espagnols catholiques. Ses troupes, conduites par son allié Guillaume de La Marck, renoncèrent à envahir Liège et ravagèrent les faubourgs. Ils dévastèrent les villages d'Awans, de Loncin et d'Alleur. Les églises Saint-Martin à Ans, de Loncin, d'Awans, Saint-Lambert à Mons-lez-Liège, de même que la ferme Monfort à Ans furent incendiées. Les habitants se défendirent, des Hollandais furent pendus aux ruines des églises, d'autres jetés dans des puits de mines....
En 1636, un général allemand au service de la ligue catholique, Jean de Weert, jeta l’épouvante en razziant la région autour de Loncin. Ses troupes exigèrent argent, fourrage, et du grain... Ils  emportèrent parfois des meubles, des bestiaux ou des porcs. 
En 1706, en plus d’une épidémie de typhus, Loncin subit les outrages des troupes françaises du maréchal François de Neufville de Villeroy après la défaite de Ramillies.
Le 11 octobre 1746 débutait la bataille de Rocourt (bataille de Rocoux pour les Français). Ceux-ci bivouaquaient dans les campagnes d’Awans, Bierset et Hollogne-aux-Pierre. Ils débordaient sur Loncin et réquisitionnaient chevaux, pailles, avoine, etc.  Comme d’habitude, des soldats autrichiens et français incendièrent des fermes.  Tous ces dommages ont été évalués par la Cour de justice et les bourgmestres. La Couronne de France a versé via le receveur général une somme de 6 354 livres aux représentants de la communauté d’Awans-Loncin pour les dommages de guerre.

### Époque contemporaine
Le 2 avril 1838, les sections de Tirlemont à Waremme et de Waremme à Ans de la Ligne 36 sont mises en service. Le 17 décembre 1866, toute la  Ligne Liège-Bruxelles est fini.
Loncin est aussi connu par le Fort de Loncin. Édifié, en 1888, sur ordre du général Brialmont, le Fort faisait partie de la ceinture fortifiée de Liège. 
Le fort gardait la Ligne 36 et la RN 3 Liège-Bruxelles. 
Le général Gérard Leman, gouverneur militaire de Liège et commandant la 3e Division d'Armée, y trouva refuge à partir du 6 août 1914. Sous les ordres du capitaine-commandant Victor Naessens, la garnison opposa une résistance héroïque jusqu'à la destruction de l'ouvrage le 15 août 1914. 
En 4 juillet 1944, un Halifax de la Royal Air Force s'est écrasée dans les champs,. Un monument dédié aux aviateurs a été érigé le long de la route de Bruxelles, non loin du Fort de Loncin.

## Patrimoine et culture

### Patrimoine architectural

#### Église de Loncin
L'église de Loncin était filiale de la paroisse-mère de Hollogne-aux-Pierres et son curé était nommé par celui de Hollogne.
Une chapelle se trouvait à l'entrée du vieux cimetière de la rue de Jemeppe. 
En 1836, la paroisse de Loncin fut séparée de celle d'Awans. Les biens et rentes furent partagés et un conseil de fabrique d'église mis en place. Un terrain (don de Mr de Restau-Pirotte du 21 janvier 1859) permit de commencer la construction d'une nouvelle église par adjudication à l'entrepreneur Yans d'Oleye le 17 juin 1859. Le bâtiment fut terminé en 1862.
C'est un édifice classique en briques et calcaires.
L'autel de la nef latérale droite est garni d'une statue en bois de Saint Jean-Baptiste, patron de la paroisse, qui provient probablement de l'ancienne chapelle. 
En août 1914, c'est depuis le clocher que des guetteurs belges informèrent le fort de Loncin de la localisation des Allemands pour permettre un tir plus efficace. 
Le clocher contient deux cloches. La plus grosse a été volée par les Allemands en 1943 et remplacée par une nouvelle en 1951. La plus petite provient de l'ancienne chapelle. On peut y lire l'inscription : PLebeM arCesso sonanDo. Roguis Crognart me fecit. Sancta Maria pro nobis. Ce qui se traduit par « J'appelle le peuple en sonnant. Robert Grognart me fit. Sainte Marie priez pour nous ». Le chronogramme donne la date à laquelle la cloche a été fondue : MDCL = 1650.

## Économie

### Échangeur de Loncin
Le village est aussi connu pour son échangeur autoroutier, un des plus grands d'Europe (300 hectares). Depuis 1968, il relie Loncin à Paris, Bruxelles, Anvers, Maastricht, à Cologne et à Aix-la-Chapelle.